# SWIT EME
SWIT EME, nom artístic de Marcel Serrano Fabra (27 de maig de 1999, La Florida, Barcelona) és un raper català que forma part del grup Bathroom Studios.
Marcel Serrano va néixer i es va criar en el barri de la Florida. De petit escribia lletres per evadir-se dels seus problemes, però la seva inspiració li va vindre quan amb 13 anys va llegir un llibre de poesia que havia escrit el seu avi en català. Aquests escrits havien fet que el seu avi entrés en un camp de concentració franquista per haver fet servir el català. Amb 15 anys va crear el seu propi estudi de gravació amb uns amics i, el gener de 2017 va formar el seu actual grup Bathroom Studios. L'octubre del 2015 va publicar la seva primera cançó «Caída Libre» a Youtube i, des de llavors, ha anat obtenint cada cop més èxit amb temes com «Not Loving», amb més de cinc milions de reproduccions o «Generación perdida», que supera els 3,7 milions. El 2018, juntament amb altres artistes va formar el col·lectiu "La Cantera".
Ha fet col·laboracions amb altres cantants com Santa Salut, Qosta, NOITE, Zaidbreak o Blake.
El 2020 va estrenar amb altres rapers catalans un nou projecte anomenat La Masia, que pretén impulsar el català a través del rap, llançant finalment un àlbum anomenat "Espurna", format per 12 cançons.

## Discografia

### Senzills i EP[7]
- 2018 - Not Loving (amb NOITE i Zaidbreak)
- 2019 - Generación perdida (amb Xeff)
- 2021 - Politish Mafia (amb Sotan)
- 2021 - Maleduk2 (amb Zaidbreak i Blake)

### Àlbums d'estudi
2023 - Ikigai